# فرودگاه منطقه سوفلی
فرودگاه منطقه سوفلی (به انگلیسی: Saufley Field) یک فرودگاه نظامی با کد یاتا NUN است که یک باند فرود آسفالت دارد و طول باند آن ۱۲۱۹ متر است. این فرودگاه در کشور ایالات متحده آمریکا قرار دارد و در ارتفاع ۲۶ متری از سطح دریا واقع شده است.